# Eugeniusz Kubera
Eugeniusz Kubera (ur. 6 sierpnia 1937) – polski samorządowiec, menedżer i inżynier rolnictwa, w latach 1999–2002 starosta pajęczański.

## Życiorys
W 1959 ukończył studia z inżynierii rolnictwa w Wyższej Szkole Rolniczej we Wrocławiu. Od 1958 zatrudniony w Prezydium Powiatowej Rady Narodowej w Pajęcznie, do 1975 zajmował stanowisko zastępcy naczelnika powiatu pajęczańskiego. W latach 1975–1977 kierował oddziałem Wojewódzkiego Biura Geodezji i Terenów Rolnych w Pajęcznie, następnie do 1979 na stanowisku kierowniczym w urzędzie gminy Pajęczno. Od 1979 do 1982 starszy specjalista w  Wojewódzkim Ośrodku Postępu Rolniczego w Złotym Potoku. W latach 1982–1998 pozostawał prezesem Banku Spółdzielczego w Pajęcznie.
Związał się z Sojuszem Lewicy Demokratycznej. W latach 1994–1997 kierował Społecznym Komitetem Reaktywowania Powiatu Pajęczańskiego, w 1998 wybrany jego radnym. 9 listopada 1998 został wybrany pierwszym starostą pajęczańskim. Stanowisko objął wraz z jego formalnym utworzeniem 1 stycznia 1999 i zajmował je do 18 listopada 2002. W tym samym roku bezskutecznie ubiegał się o reelekcję.

## Odznaczenia
Odznaczony m.in. Srebrnym (1964) i Złotym (1973) Krzyżem Zasługi, Krzyżem Kawalerskim Orderu Odrodzenia Polski (1988), a także tytułem „Zasłużony dla Powiatu Pajęczańskiego” (2018).